# Клецкий район
Кле́цкий район (бел. Клецкі раён) — административная единица на юго-западе Минской области Республики Беларусь. Административный центр — город Клецк.
Численность населения — 25 180 человек (на 1 января 2025 года).

## Географическая характеристика

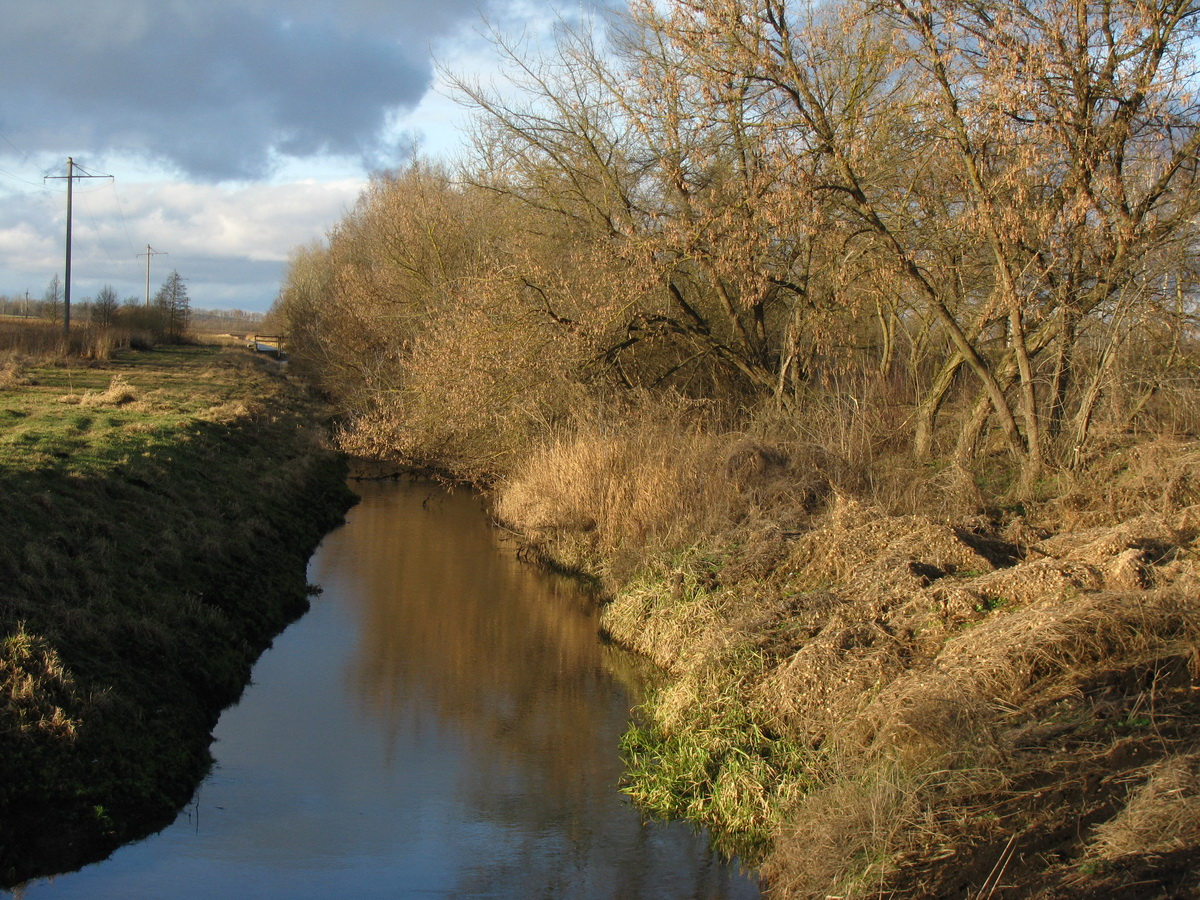
Река Лань, протекающая через Клецк

Клецкий район размещён на юго-западе Минской области. Площадь территории составляет около 1 тыс. км². Поверхность района гористо-равнинная. Большая часть занята Копыльской грядой. Севернее деревни Лисково расположена высшая точка района над уровнем моря — 232 м. Центральная часть района занята Клецкой равниной, северная — Копыльской грядой, южная — в границах Припятского Полесья. Преобладают высоты 150—180 м.
Полезные ископаемые на территории района: торф, глины, строительные пески, песчано-гравийные материалы, мел.
Средняя температура января — 6,3 °С, июля — 17,8 °С. Осадков выпадает 626 мм в год. Вегетационный период длиться 192 суток.
Основной рекой является Лань с её притоками Нача, Тяпра, Болванка, в юго-восточной части района протекает река Морочь, на которой создано Краснослободское водохранилище. В южной части района, на административной границе Брестской области находится водохранилище Локтыши.
Почвы сельскохозяйственных угодий — дерново-подзолистые, дерново-подзолистые заболоченные, торфяно-болотные и другие. Лесом покрыто 28 % территории края (22,5 га). Крупнейшие лесные массивы — Колковский, Хаминковский, Воронинский. На территории Клецкого района создан биологический заказник республиканского значения Колковский. Ботанические памятники природы республиканского значения — парк Радзивиллимонты, дубы черешчатые (Голынковское и Новинковское лесничества), памятник природы местного значения — дубовые аллеи усадьбы Черноцких.

## Геральдика
Герб утверждён решением Клецкого районного исполнительного комитета от 29 ноября 1999 года № 106. Зарегистрирован в Гербовом матрикуле Республики Беларусь 21 декабря 1999 года № 37.
Флаг учреждён Указом Президента Республики Беларусь от 1 декабря 2011 года № 564 и зарегистрирован в Государственном геральдическом регистре Республики Беларусь 5 декабря 2011 года № Б-206. Утверждён решением Клецкого районного Совета депутатов от 23 декабря 2008 года № 97.

## История
Город Клецк был центром удельного княжества в составе Турово-Пинской земли. Имел обширные торговые связи с Киевом и Волынью. 1127 год — дата упоминания города в Лаврентьевской и Ипатьевской летописях.
Этот город возник на природной возвышенности левого берега реки Лань, которая имела форму круга и возвышалась над её поверхностью на 9-10 метров. В XI веке из дерева был построен Верхний замок. Через некоторое время он перестал удовлетворять княжескую власть и жителей города из-за слабой защиты. Поэтому был возведён новый замок на другой возвышенности — его назвали Дольным. Укрепления занимали весь Клецк того времени. Тогда это было выгодное и труднодоступное в случае вражеского нашествия место. Воды реки с трёх сторон перекрывали подходы до размещённого на возвышенности замка. С незащищённой стороны был глубокий ров, а по краю получившейся площадки — земляной вал. Постепенно вокруг замка «вырастали» хижины горожан. На перекрёстке дорог Виленско-Несвижская, Цаперско-Пинская образовался рынок — нынешняя площадь Маяковского Клецка. С XIV века город входил в Великого княжества Литовского.
В 1524 году Клецк переходит в руки королевы Боны Сфорцы, жены короля Сигизмунда І Старого. После её смерти город в 1558 году перешел к Радзивиллам. Благодаря энергичным стараниям приглашённого в Клецк проповедника из Вильны Сымона Будного и самого князя, расширяется учение кальвинизма. Клецк стал одним из центров кальвинизма. Именно здесь Симон Будный приготовил для печати свой «Катехизис».
27 августа 1652 года город получил герб и Магдебургское право на самоуправление — свидетельство того, что он перешёл в своей государственно-политической жизни на качественно новый уровень организации социально-правового аппарата.
Во время русско-польской войны развитие города было приостановлено, а замок и большое количество городских зданий сожжено. Не успел Клецк оправиться от этой войны, как значительные разрушения принесла другая, Северная война. 18—19 апреля 1706 года шведские войска захватили город и разграбили его.
Во второй половине XVIII века в Клецке наблюдался рост ремесла и торговли, а в XIX веке он характеризовался как торгово-ремесленный городок, где проводилась ежедневная торговля и четыре ярмарки в год. Особенно был известен город конными ярмарками.

Клецкий район в составе Барановичской области, 1940

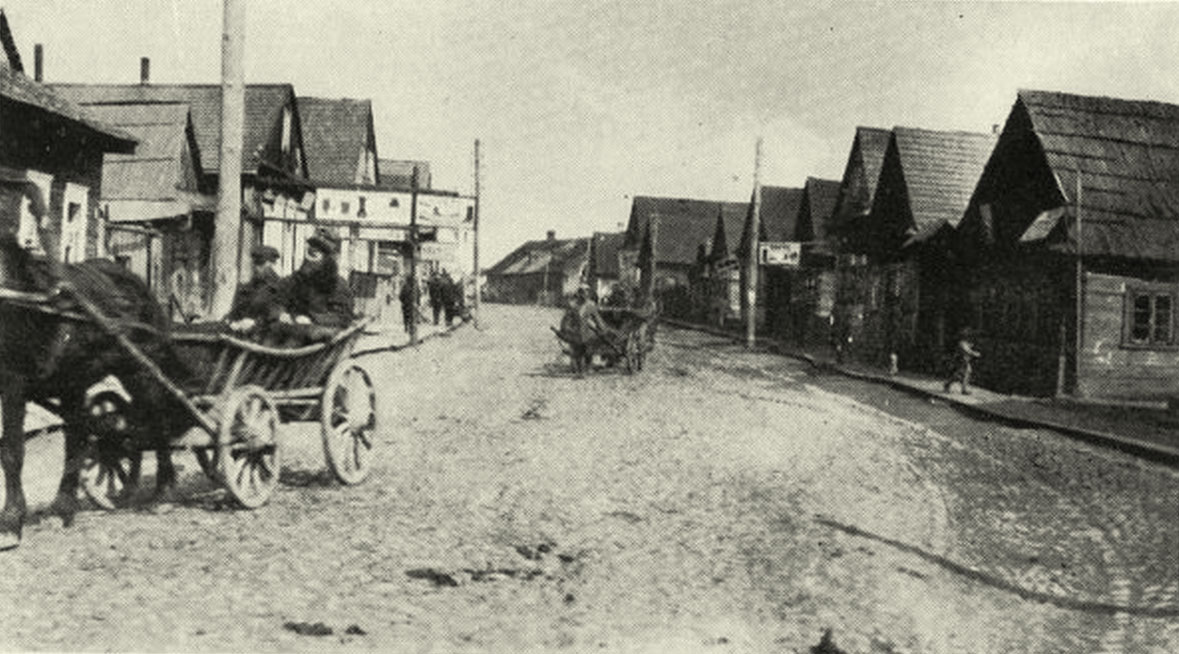
Виленская улица в Клецке, 1928 год

Остро проходила революционная борьба в районе в 1905—1917 годах. В середине ноября 1917 года в районе была установлена Советская власть, за короткое время на территории нынешнего Клецкого района было открыто 30 школ, появились избы-читальни, библиотеки. Но уже во второй половине апреля 1919 года белополяки оккупировали город, а по условиям Рижского мирного договора от 18 марта 1921 года город Клецк вошел в состав Польши. 17 сентября 1939 года Клецк был освобожден частями Красной Армии.
Клецкий район был образован 15 января 1940 года в составе Барановичской области, а 12 октября 1940 года был разделён на 17 сельсоветов. Были созданы районная партийная и комсомольская организации, исполком районного Совета депутатов трудящихся.

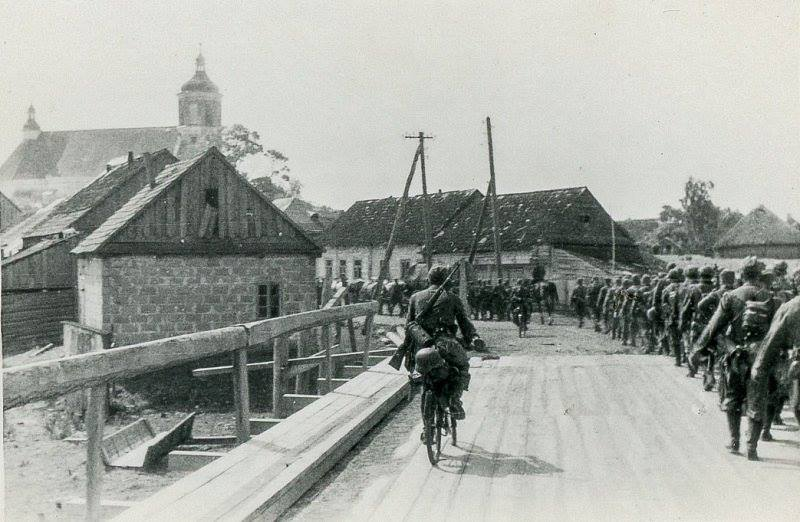
Немецкие войска переходят мост через р. Лань, 1941 год

27 июня 1941 года немецко-фашистские захватчики оккупировали Клецк, к концу июня 1941 года весь был оккупирован, оккупанты уничтожили в районе в годы войны 7,6 тыс. человек.
В 1941 году в Клецке проживало 10 000 человек, 70 % из них составляли евреи. 4500 мирных жителей еврейской национальности были расстреляны в городе 30 октября 1941 года. 1500 были закрыты в гетто, где находились 9 месяцев. 22 июня 1942 года 1100 человек из них погибли во время пожара в гетто или были расстреляны немцами при попытке побега.
Массовые расстрелы еврейского населения были произведены в д. Синявка и д. Заостровечье, в результате которых погибло ещё 400 мирных граждан. 11 сентября 1942 года была сожжена д. Колки вместе с её 30 мирными жителями.
В годы Великой Отечественной войны действовали подпольные Клецкие районные комитеты КП(б)Б (с 17 апреля 1943 года) и ЛКСМБ (с 4 октября 1943 года), партизанские бригады 27-я им. Чапаева, 18-я им. Фрунзе, оборонные партизанские отряды 620-й им. Чапаева, им. Кирова, 200-й «Соколы». Издавалась подпольная газета «За Советскую Беларусь». Территория района была освобождена войсками 1-го Белорусского фронта в начале июля 1944 года в ходе Минской операции.

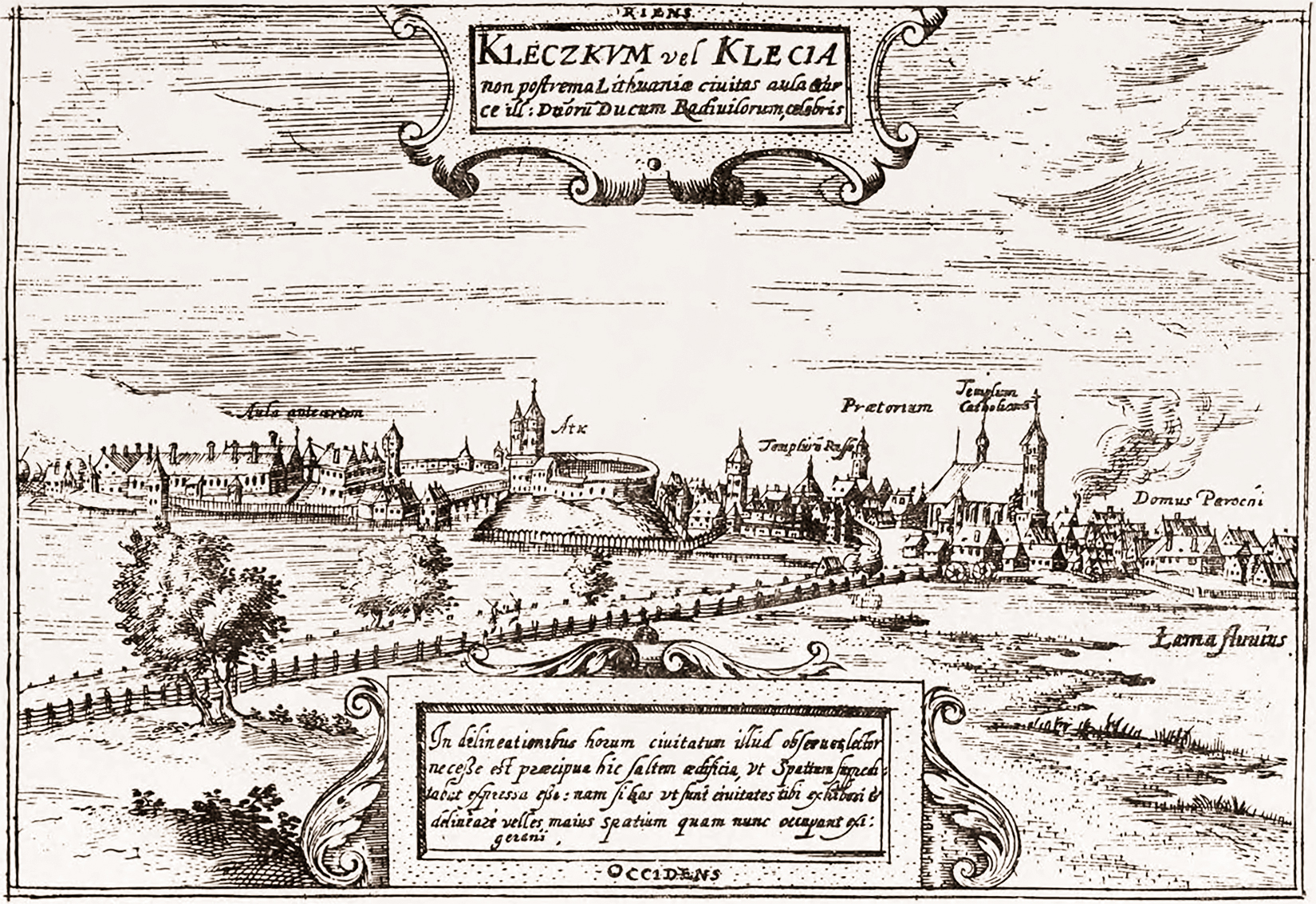
Клецкий замок на гравюре Томаша Маковского

В боях за освобождение Клецка погибло 546 человек, которые захоронены в братской могиле на центральной площади города. Жертвами войны стали 8505 жителей района. За период оккупации гитлеровцы уничтожили 5158 человек, из них 1399 женщин и 1830 детей. В лагерях для военнопленных в Клецке и Синявке замучены 1273 человека. 903 человека насильственно увезены в Германию. Гитлеровцы разрушили 12 промышленных предприятий, разграбили 18 колхозов, уничтожили памятники архитектуры, общеобразовательные, медицинские и культурно-просветительные учреждения.
К марту 1945 года были восстановлены три мельницы, 3 спиртзавода, электростанция, больница на 70 коек, 62 школы. К 19 июля 1945 года в городе работало 12 местных предприятий, были восстановлены телефонная станция, телеграф, радиоузел. К началу 1951 года в районе создано 17 колхозов и 3 совхоза. 8 января 1954 года вошёл в состав Минской области. 25 января 1962 года район был упразднён, а его территория была передана в состав Несвижского района. 30 июля 1966 года Клецкий район был восстановлен.
20 октября 1995 года административные единицы Клецкий район и город Клецк, имеющие общий административный центр, объединены в одну административную единицу — Клецкий район.

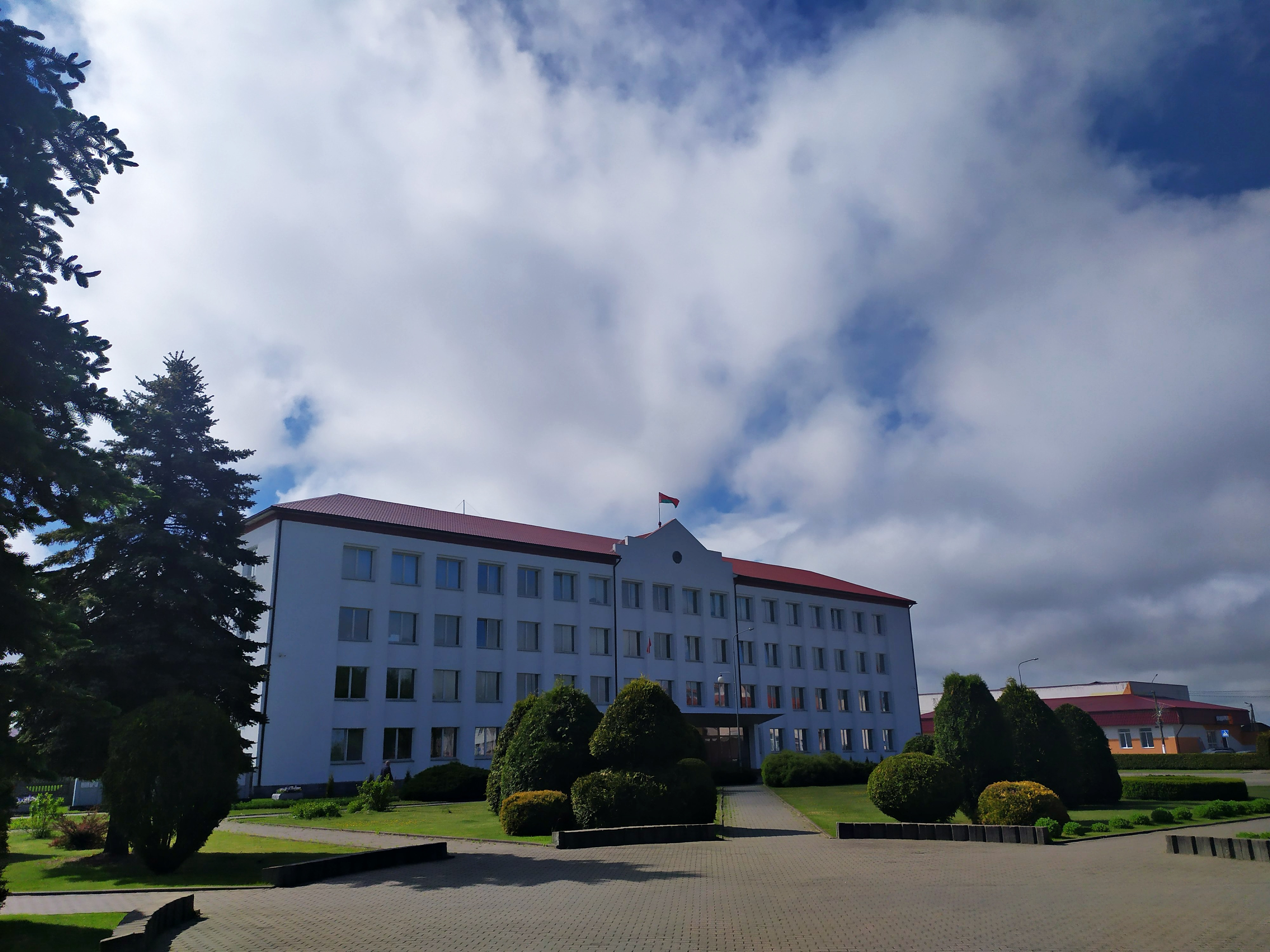
Клецкий исполнительный комитет

## Административное деление
В состав Клецкого района входят 92 населённых пункта, которые объединены в 9 сельсоветов и город районного подчинения (Клецк).
28 июня 2013 года упразднены Нагорновский и Тучанский сельсоветы.
| №   | Название сельсовета (города р-ного подчинения) | Адм. центр        | Население (чел., 2019) | Площадь, км² | Число хозяйств | Кол-во нас. пунктов |
| --- | ---------------------------------------------- | ----------------- | ---------------------- | ------------ | -------------- | ------------------- |
| 1.  | Голынковский                                   | аг. Голынка       | ↘ 1806                 | 140,1        |                | 9                   |
| 2.  | Грицевичский                                   | аг. Грицевичи     | ↘ 1551                 | 105,6        | 781            | 9                   |
| 3.  | Заостровечский                                 | аг. Заостровечье  | ↘ 2146                 | 77,7         |                | 4                   |
| 4.  | Зубковский                                     | аг. Зубки         | ↘ 2388                 | 50,7         |                | 7                   |
| 5.  | Краснозвёздовский                              | аг. Яновичи       | ↘ 1910                 | 57,0         |                | 18                  |
| 6.  | Кухчицкий                                      | аг. Кухчицы       | ↘ 2123                 | 107,7        | 1015           | 13                  |
| 7.  | Морочский                                      | аг. Морочь        | ↘ 2365                 | 218,6        | 1055           | 11                  |
| 8.  | Синявский                                      | аг. Синявка       | ↘ 2052                 | 61,2         |                | 8                   |
| 9.  | Щепичский                                      | аг. Домоткановичи | ↘ 2258                 | 38,4         |                | 12                  |
| 10. | Клецк                                          | —                 | ↗ 11 567               | 7,4          | —              | 1                   |

## Население
| Национальный состав населения (на 2009 год) | Национальный состав населения (на 2009 год) | Национальный состав населения (на 2009 год) | Национальный состав населения (на 2009 год) | Национальный состав населения (на 2009 год) |
| Национальность (чел.)                       |                                             |                                             | %                                           |                                             |
| ------------------------------------------- | ------------------------------------------- | ------------------------------------------- | ------------------------------------------- | ------------------------------------------- |
| белорусы — 30 244 чел.                      |                                             |                                             | 93.63 %                                     |                                             |
| русские — 1 249 чел.                        |                                             |                                             | 3.87 %                                      |                                             |
| поляки — 372 чел.                           |                                             |                                             | 1.15 %                                      |                                             |
| украинцы — 233 чел.                         |                                             |                                             | 0.72 %                                      |                                             |
| другие — 204 чел.                           |                                             |                                             | 0.63 %                                      |                                             |
| всего — 32 302 чел.                         |                                             |                                             | 100.0 %                                     |                                             |

### Численность
Численность населения — 25 180 человек (на 1 января 2025 года), в том числе городское (Клецк) — 11 169 человек, сельское — 14 011 человек.
Население района составляет 26 979 человек (на 1 января 2019 года). По сравнению с началом 2018 года, количество жителей Клецкого района уменьшилось на 344 человека (−1,26 %), с 2000 года население сократилось с 40 288 до 27 400 человек. По предварительным данным на 1 апреля 2020 года в городских условиях (г. Клецк), проживают 11 400 человек (41,6 % от общего количества жителей), а в сельских — 16 000 человек (или же 58,4 %). По количеству населения Клецкий район занимает 17-е место в Минской области и 59-е в Беларуси (по данным переписи 2009 года).

### Национальный состав
Белорусы составляют абсолютное большинство жителей Клецкого района, и численно составляют 30 244 человек (93,63 %). Самым крупным национальным меньшинством являются русские, составляющие 1 249 жителей (или же 3,87 %). При этом доля русских в сельском населении больше (4,35 %), чем в городском (2,91 %). В Клецком районе проживают также 372 поляка (1,15 %) и 233 украинца (0,72 %). Проживают также в районе небольшие общины татар, азербайджанцев, армян и молдован
по переписи населения 2009 года (всего — 32 302 человека). По данным переписи населения 2009 года, в Клецком районе Минской области, белорусский язык родным назвали 92,4 % опрошенных, а русский язык — 6,86 %. Языком домашнего общения белорусский был назван 85,49 % жителей области, в то же время как русский язык — 13,69 % участниками переписи.
Демография
В 2018 году 17 % населения района было в возрасте моложе трудоспособного, 52,3 % — в трудоспособном, 30,7 % — старше трудоспособного. Ежегодно в Клецком районе рождается 270—360 детей и умирает 530—710 человек. Коэффициент рождаемости — 9,9 на 1000 человек в 2017 году (один из самых низких в Минской области), коэффициент смертности — 19,5. Наблюдается естественная убыль населения, и ежегодно численность населения уменьшается на 200—400 человек по естественным причинам (в 2017 году — −265 человек, или −9,6 на 1000 человек). В 2017 году в Клецком районе было заключено 150 браков (5,4 на 1000 человек) и 72 развода (2,6).
| Численность населения (по годам) | Численность населения (по годам) | Численность населения (по годам) | Численность населения (по годам) | Численность населения (по годам) | Численность населения (по годам) | Численность населения (по годам) | Численность населения (по годам) | Численность населения (по годам) | Численность населения (по годам) |
| 1970                             | 1979                             | 1989                             | 1996                             | 1999                             | 2001                             | 2002                             | 2003                             | 2004                             | 2005                             |
| -------------------------------- | -------------------------------- | -------------------------------- | -------------------------------- | -------------------------------- | -------------------------------- | -------------------------------- | -------------------------------- | -------------------------------- | -------------------------------- |
| 51 321                           | ↘46 906                          | ↘43 376                          | ↘42 800                          | ↘40 828                          | ↘39 741                          | ↘38 979                          | ↘38 134                          | ↘37 216                          | ↘36 214                          |
| 2006                             | 2007                             | 2008                             | 2009                             | 2010                             | 2011                             | 2012                             | 2013                             | 2014                             | 2015                             |
| ↘35 127                          | ↘34 153                          | ↘33 333                          | ↘32 909                          | ↘32 112                          | ↘31 330                          | ↘30 618                          | ↘30 099                          | ↘29 510                          | ↘29 022                          |
| 2016                             | 2017                             | 2018                             | 2019                             |                                  |                                  |                                  |                                  |                                  |                                  |
| ↘28 247                          | ↘27 746                          | ↘27 323                          | ↘26 979                          |                                  |                                  |                                  |                                  |                                  |                                  |

## Экономика
Выручка от реализации продукции, товаров, работ, услуг за 2017 год составила 278,2 млн рублей (около 139 млн долларов), в том числе 113,9 млн рублей пришлось на сельское, лесное и рыбное хозяйство, 106,3 млн на промышленность, 10,2 млн на строительство, 41,3 млн на торговлю и ремонт, 6,5 млн на прочие виды экономической деятельности.

### Сельское хозяйство
Сельское хозяйство Клецкого района специализируется на производстве молока, мяса, пшеницы, картофеля, сахарной свёклы. Работают 8 сельскохозяйственных производственных кооперативов (СПК), РУСП "Племенной завод «Красная Звезда», МОУПП «Зубки», ИПЧУП «Налибоки-Неман», сельскохозяйственный отдел ОАО «Клецкий райагросервис», ЧУП «Агрофирма Орда», СП филиал «Туча» РУП «Минск Кристалл», филиал «Щепичи», ОАО «Клецкий комбикормовой завод», 10 фермерских хозяйств.
Земли сельскохозяйственного пользования занимают в хозяйствах района 61839 га, в том числе пахотные земли 41131 га, балл сельскохозяйственных угодий — 37,6, пашни — 40,4. Ежегодный валовый сбор зерновых и зерно бобовых культур в районе составляет около 90 тысяч тонн при средней урожайности более 40 ц/га, картофеля более 20 тысяч тонн (240 ц/га), овощей — около 2 тысяч (220 ц/га), сахарной свеклы — более 150 тысяч тонн (500 ц/га). Район производит около 75 тысяч тонн молока, которое является сырьевой основой для одного из крупнейших молочных предприятий Минской области — ОАО «Клецкая крыначка».
В 2017 году сельскохозяйственные организации района собрали 89,7 тыс. т зерновых и зернобобовых культур и 203,9 тыс. т сахарной свёклы. В 2017 году сельскохозяйственные организации района реализовали 10,3 тыс. т мяса скота и птицы и произвели 81,4 тыс. т молока (средний удой — 6293 кг). На 1 января 2018 года в сельскохозяйственных организациях района содержалось 43 тыс. голов крупного рогатого скота, в том числе 13,2 тыс. коров.
| Урожайность зерновых и зернобобовых, ц/га:                                                      | Валовой сбор сахарной свёклы, т:                                                                | Производство молока, т:                                                                         |
| Графики недоступны из-за технических проблем. См. информацию на Фабрикаторе и на mediawiki.org. | Графики недоступны из-за технических проблем. См. информацию на Фабрикаторе и на mediawiki.org. | Графики недоступны из-за технических проблем. См. информацию на Фабрикаторе и на mediawiki.org. |

### Промышленность
Промышленность района представлена 10-ю предприятиями, 6 из которых республиканской формы собственности. Размещены в основном в Клецке, производством мебели «Синявка», 2 коммунальной и 2 неучтённой принадлежности. Промышленность представлена несколькими предприятиями:
- ОАО «Гамма вкуса» (244 работника в 2015 году[31], 204 в 2018 году; производит соки, плодоовощную продукцию, детское питание[32]). В 2015 году предприятие заняло пятое место по объёму производства соков и нектаров в Республике Беларусь (8 %)[33];
- ОАО «Клецкий мехзавод» (265 работников в 2015 году[31], 300 в 2018 году; производит электрическое оборудование для автомобилей, обрабатывает детали и узлы[32]);
- ОАО «Клецкий комбикормовый завод» (257 работников в 2015 году[31], 232 в 2018 году[32]);
- УП «Клецкий производственно-пищевой завод» (151 работник в 2018 году[32]);
- ОАО «Синявская мебельная фабрика»[34];
- УП «Клецкий коопзаготпром»;
- Клецкий филиал ОАО «Слуцкий сыродельный комбинат» (461 работник в 2018 году[32]; ранее — ОАО «Клецкая крыначка»);
- КУП «Клецкий РКБО»;
- ЗАО «Мальвина»;
- СЗАО «РапсКлецк».

## Инфраструктура

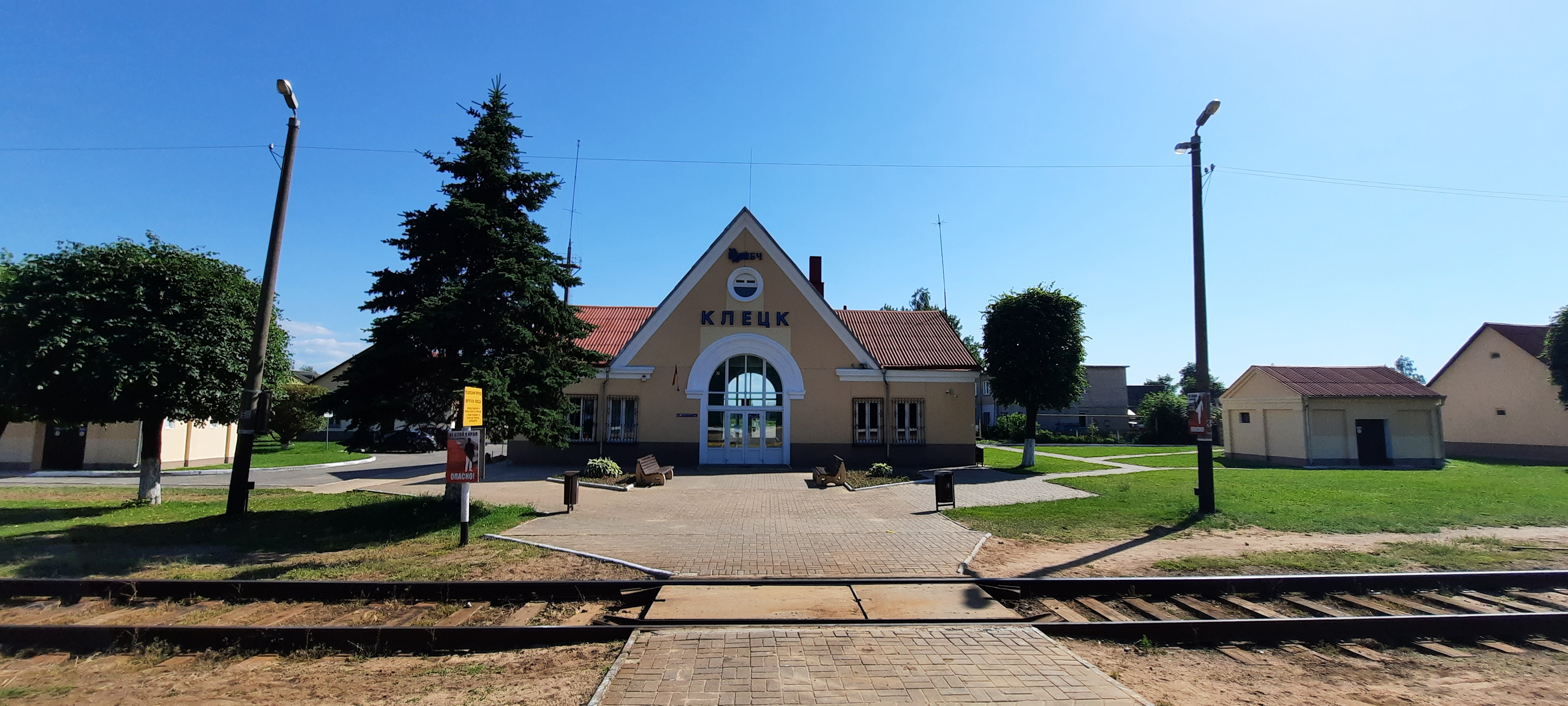
Железнодорожная станция Клецк

### Транспорт
По территории района проходит железная дорога Осиповичи-Барановичи, автодороги Слуцк-Брест, Несвиж-Лунинец.

### Социальная инфраструктура
В 2017/2018 учебном году в районе действовало 19 учреждений дошкольного образования, которые обслуживали 865 детей, и 20 учреждений общего среднего образования, в которых обучалось 2865 детей. Учебный процесс обеспечивало 496 учителей. В районном центре находится Клецкий сельскохозяйственный профессиональный лицей.
В 2016 году в организациях Министерства здравоохранения Республики Беларусь, расположенных на территории района, работало 72 практикующих врача (25,9 на 10 тысяч человек) и 354 средних медицинских работника (127,6 на 10 тысяч человек). В больницах насчитывалось 224 койки (80,7 на 10 тысяч человек).
В 2017 году публичные библиотеки района посетили 10,2 тыс. человек, которым было выдано 165,8 тыс. экземпляров книг и журналов. В 2017 году в районе действовало 22 клуба.

## Культура и досуг

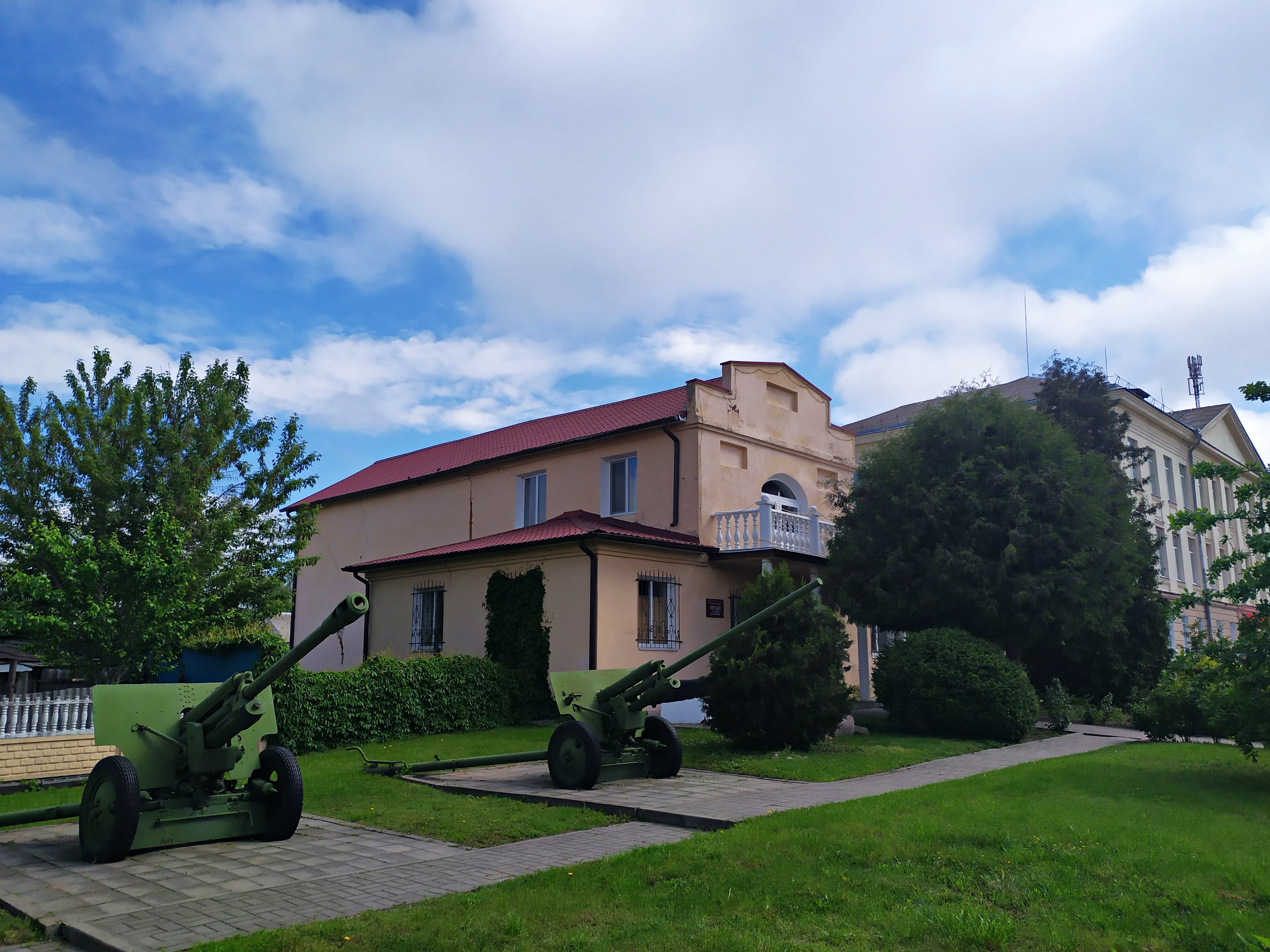
Клецкий историко-этнографический музей

- Государственное учреждение «Музей истории Клетчины» в городе Клецк
- Историко-этнографический музей деревни Заостровечье, созданный к 60-летию Победы советского народа в Великой Отечественной войне
- Государственное учреждение «Клецкий районный центр культуры» в городе Клецк
  - Клецкий районный центр культуры в городе Клецк
  - Морочский районный центр ремёсел в агрогородке Морочь
  - Сельские Дома культуры (14)
  - Сельские клубы (2)
  - Сельские клубы-библиотеки (2)
  - Автоклуб в городе Клецк

### Народные коллективы
- Сводный народный духовой оркестр РОЧС и РЦК
- Образцовая вокальная студия «Надзея»
- Народный мужской ансамбль «Неруш»
- Народный вокальный ансамбль «Бацькаўшчына»
- Народный клуб «Асалода»
- Народная студия соломоплетения «Натхненне» в городе Клецк
- Образцовый хореографический коллектив «Ювента»
- Образцовая вокальная студия «Сузор’е» Домоткановичского сельского Дома культуры
- Народный ансамбль народной песни «Весялуха» Яновичского сельского Дома культуры
- Образцовый ансамбль народной песни «Марачаначка» Морочского сельского Дома культуры имени Заслуженного работника культуры Республики Беларусь Е. Н. Пилипеня
- Народный хор Морочского сельского Дома культуры имени Заслуженного работника культуры Республики Беларусь Е. Н. Пилипеня
- Народный клуб мастеров народного творчества «Майстры» Государственного учреждения культуры «Морочский районный центр ремёсел»

## Достопримечательность

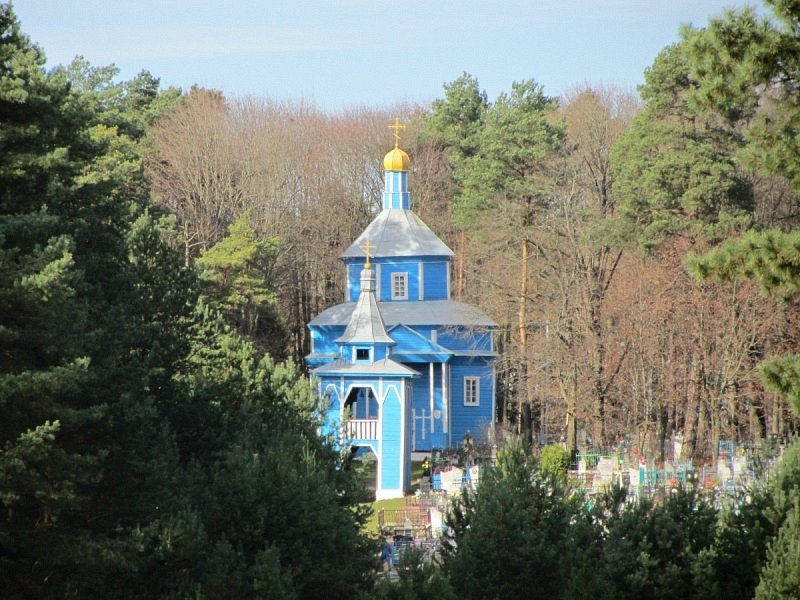
Православная церковь Святых Петра и Павла в аг. Голынка

Сохранились памятники архитектуры и ландшафтного искусства:
- Клецкая иешива в городе Клецк
- Свято-Успенская церковь (1863) в деревне Бабичи
- Православная церковь Святых Петра и Павла (1891), колокольня (1788), голубь и часовня (1809) в агрогородке Голынка
- Ветряная мельница (начало XIX в.), усадьба (конец XIX в.—начала XX в.) в деревне Домоткановичи
- Церковь Покрова Святой Богородицы (1801) в деревне Ёдчицы
- Церковь Святого Дионисия Арепогита (2-я половина XIX века) в агрогородке Заостровечье
- Усадебный дом Берновичей в агрогородке Зубки
- Руины усадьбы Черноцких (XIX век) в агрогородке Карацк
- Церковь с монастырем доминиканцев (XVII в.) и церковь (конец XIX в.). Храм Воскресения Христова в городе Клецк.
- Покровская церковь в городе Клецк
- Костёл Святой Троицы в городе Клецк
- Дворцово-парковый комплекс «Радзивиллимонты» (XIX в.) в деревне Красная Звезда
- Бывшая усадьба Войниловичей в деревне Кунцевщина
- Церковь Казанской иконы Божией Матери в деревне Кунцевщина
- Бывший усадебно-парковый комплекс: фрагменты парка, фрагменты сада, амбар в деревне Летешин
- Православная церковь Святого Иоанна Предтечи (начало XIX в.) в деревне Межная Слобода
- Церковь Воздвижения Креста Господня (начало XX в.) в деревне Нагорное
- Здание почтовой станции (1-я половина XIX в.) в деревне Синявка
- Церковь Святой Марии (1911) в деревне Соловьи
- Усадьба (1901) в деревне Стралково
- Фрагменты комплекса бывшей усадьбы: руины усадебного дома, фрагменты официны, руины хозяйственной постройки в деревне Тесновка
- Церковь Иоанна Предтечи (начало XIX в.) и усадьба-парк (2-я половина XIX в.) в агрогородке Туча
- Вознесенская церковь в агрогородке Морочь
- Ветряная мельница (конец XIX в. — начало XX в.) в деревне Шейки
- Усадьба Бжозовских-Еленских (1772) в агрогородке Яновичи
- Городище и селище периода раннего железного века, эпохи Киевской Руси, 2,3 км к юго-западу от д. Горбуновщина, 1,5 км к северо-западу от г. Клецка, с правой стороны от железной дороги Барановичи-Осиповичи, на левом берегу реки Лань, в урочище Городище Клецкого района —  Историко-культурная ценность Республики Беларусь, шифр 613В000198.

## Известные уроженцы
Герои Социалистического Труда — уроженцы Клецкого района
- Владимир Васильевич Дубина (1906—23 декабря 1987), д. Витим
- Софья Андреевна Лобко (1919—15 сентября 1993), д. Кухчицы
- Владимир Петрович Матейко (1913—1975), д. Сухличи
- Василий Лукьянович Новик (1909—14 марта 1989), д. Цеперка
- Мария Степановна Рудко (10 января 1922—2010), д. Рубеж
- Константин Адамович Шестак (22 февраля 1935—2013), д. Яновичи